# Капосья
Капосья — река в России, протекает по Гаринскому городскому округу в Свердловской области. Устье реки находится на 11 км по левому берегу реки Ворья. Длина реки составляет 12 км.
Бассейн реки полностью находится в лесном массиве (берёза, ель).

## Данные водного реестра
По данным государственного водного реестра России относится к Иртышскому бассейновому округу, водохозяйственный участок реки — Тавда от истока и до устья, без реки Сосьва от истока до водомерного поста у деревни Морозково, речной подбассейн реки — Тобол. Речной бассейн реки — Иртыш.
Код объекта в государственном водном реестре — 14010502512111200011666.